# Cuspidatula flaccida
Cuspidatula flaccida là một loài rêu tản trong họ Jungermanniaceae. Loài này được (Stephani) Feldberg, Kathrin, Váňa, Hentschel & J. Heinrichs miêu tả khoa học lần đầu tiên năm.